# Рочдейлский канал
Рочдейлский канал (англ. Rochdale Canal) — судоходный канал в Северной Англии между Сауэрби-Бридж и Манчестером. Входит в общую сеть каналов Великобритании. Название дано по городу Рочдейл в Большом Манчестере, через который проходит канал.
Шлюзы канала способны пропускать суда шириной до 4,3 м. Длина канала 51 км. Он проходит через Пеннинские горы и соединяет реку Колдер в Сауэрби-Бридж в Западном Йоркшире и Бриджуотерский канал в районе Каслфилд в Манчестере.
Изначально на канале было 92 шлюза, но после модернизации их осталось 91. Все шлюзы сохранили свои номера, за исключением № 3 и № 4, которые были заменены на один, получивший номер 3/4. Этот шлюз, названный Тьюл-Лейн, имеет один из самых больших перепадов уровня воды в Великобритании.

## История

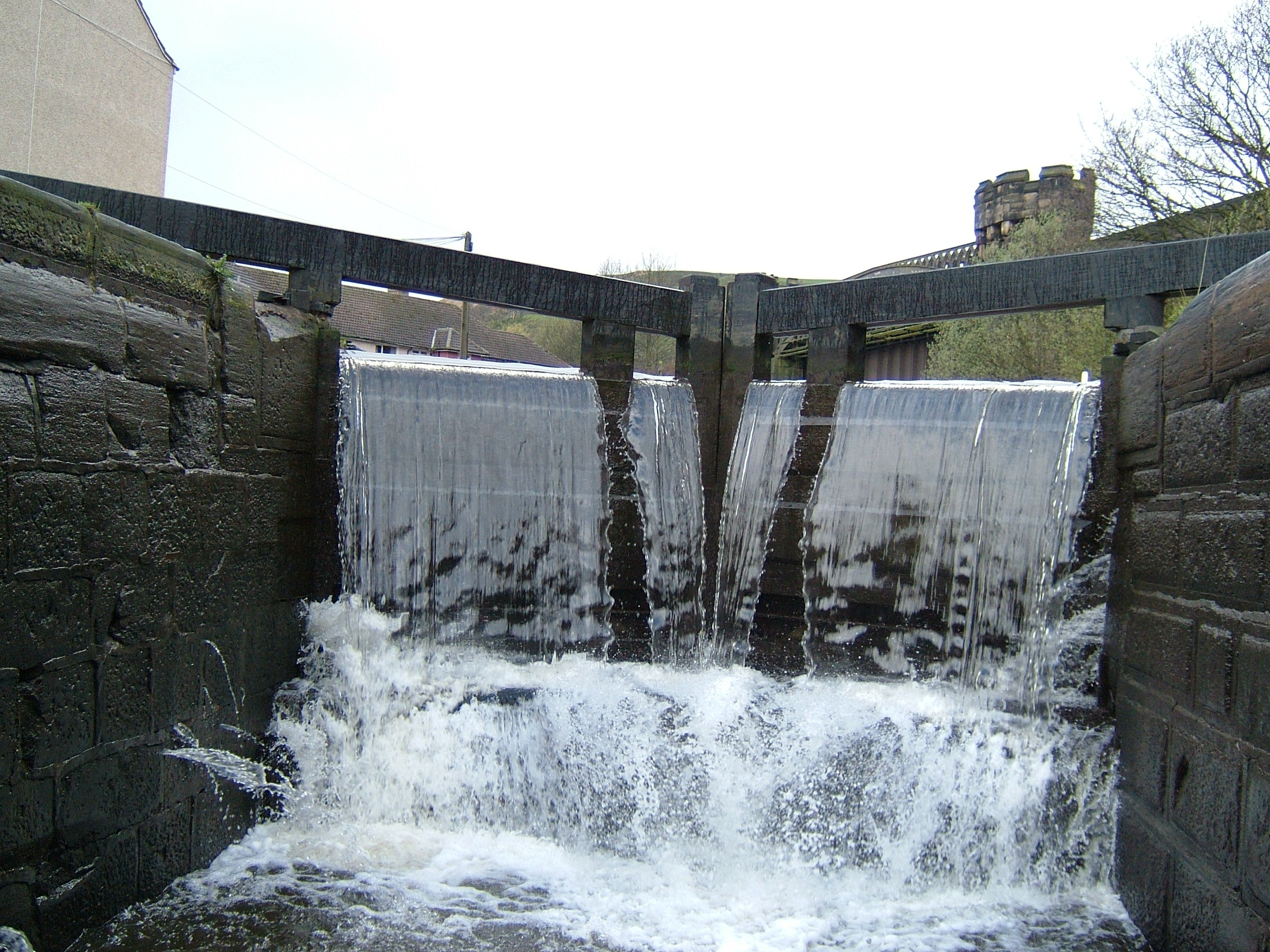
Затвор на канале Рочдейл с протекающей над ним водой

Строительство канала Рочдейл задумано в 1776 году, когда группа из 48 мужчин из Рочдейла собрала 237 фунтов стерлингов и поручила Джеймсу Бриндли провести исследование возможных маршрутов от Сауэрби-Бридж до Манчестера. Бриндли предложил маршрут, похожий на реализованный, и еще один более дорогой маршрут через Бери. Однако дальнейшие работы не велись до июня 1791 года, когда Джон Ренни получил задание провести новое исследование, а два месяца спустя подготовить проекты ответвлений в Рочдейл, Олдем и на каменоломню возле Тодмордена. На тот момент Ренни не имел опыта строительства каналов.
Владельцы не смогли определиться с шириной канала и отложили решение до получения акта парламента. Первая попытка получить акт была предпринята в 1792 году, но её заблокировали владельцы мануфактур, озабоченные водоснабжением. Ренни предлагал использовать паровые насосы: три в Йоркшире, восемь в Ланкашире и один в Бернли, — но владельцы заводов утверждали, что из-за этого пострадает 59 предприятий, что приведет к безработице. Запрос был отклонён. В сентябре 1792 года Уильям Кросли и Джон Лонгботам исследовали район, пытаясь найти места для водохранилищ, которые не влияли бы на подачу воды на мануфактуры. Второй проект, представленный в парламент, предполагал строительство тоннеля длиной 2700 м и 11 водохранилищ. Он также был отклонен, на этот раз с перевесом в один голос. Владельцы канала, пытаясь понять позицию промышленников, попросили Уильяма Джессопа осмотреть участки предполагаемого канала, которые вызывали наибольшее беспокойство. Джессоп выступил перед парламентским комитетом со своим заключением, и 4 апреля 1794 года был принят акт, разрешавший строительство.
Ренни оценил стоимость второго проекта в 291 000 фунтов стерлингов, Company of Proprietors of the Rochdale Canal собиралась получить необходимую сумму за счёт выпуска акций с правом привлечения дополнительных 100 000 фунтов при необходимости. Стоимость была рассчитана для узкого канала, тогда как акт парламента разрешил строительство широкого канала, поэтому заявленная сумма изначально не считалась достаточной. Строительство тоннеля в верхней части канала отменили, заменив его четырнадцатью дополнительными шлюзами, что позволило сэкономить 20 000 фунтов стерлингов. Джессоп предложил построить каждый шлюз на перепад в 3 м, что давало эффективное использование воды и унификацию затворов.
Канал вводился в эксплуатацию поэтапно. В 1798 году был готов участок в Рочдейле, а в 1799 году — остальные. Девять нижних шлюзов открылись в 1800 году, и суда из Эштонского канала получили возможность добраться до Манчестера. Официально канал открылся в 1804 году, но строительные работы продолжались еще три года. Ответвление длиной 2,4 км от Хейвуда до Каслтона открылось в 1834 году.

## Эксплуатация
В связи с отказом от тоннеля на самом верхнем участке было построено большее количество шлюзов, а самая верхняя секция получилась очень короткой, всего 1,3 км. На север и восток к Сауэр-Бриджу действовало 36 шлюзов, на юг и запад к Каслфилд-Джанкшн на окраине Манчестера — еще 56 шлюзов. Верхняя секция располагалась на высоте 180 м над уровнем моря — один из самых высоких показателей в Британии. Водохранилища Блэкстоун-Эдж площадью 20 га и Челбернское площадью 6,5 га были построены первыми в 1798 году и обеспечивали водой всю систему. В 1800 году к ним добавилось озеро Холлингворт площадью 53 га. Оно находилось ниже вершины, поэтому вода с помощью парового насоса поднималась вверх на 14 м по трубопроводу длиной 6,4 км. Насос использовался до 1910 года, после чего сооружение было снесено. По ещё одному акту парламента, принятому в 1807 году, были построены водохранилища Уайтхолм площадью 37 га и Лайт-Хаззлз площадью 12 га, что обеспечивало увеличившийся грузопоток по каналу.
Из-за своей ширины канал использовался чаще, чем Узкий Хаддерсфилдский канал. Он стал главной торговой магистралью между Ланкаширом и Йоркширом. По нему перевозились хлопок, шерсть, уголь, известняк, древесину, соль и товары общего назначения. Между 1830 и 1832 годами канал перевозил 539 081 тонн в год, что принесло 40 123 фунтов стерлингов выручки. В 1839 году этот показатель возрос до 875 436 тонн, в результате чего было собрано 62 712 фунтов стерлингов, но открытие железной дороги Manchester and Leeds Railway в 1841 году привело к значительному сокращению грузопотока. В следующем году было выручено 27 266 фунтов стерлингов от перевозки 667 311 тонн, и, хотя программа сокращения платы позволила восстановить объёмы грузов, доход оставался на том же уровне в течение многих лет. Наибольший объём перевозок был достигнут в 1845 году, когда грузопоток составил 979 443 тонны.
В 1839 году был открыт Манчестера — Солфорд-Джанкшн, который обеспечил связь между ветвью Рочдейлского канала и рекой Эруэлл. Его строительство потребовалось для замены сухопутной переброски 30 000 тонн товаров в год по улицам Манчестера, что стоило дороже, чем оплачивалось. Новый канал открылся 20 сентября 1839 года, но активно не использовался, поскольку парламент одновременно разрешил владельцам Бриджуотерского канала построить Халмский канал, который также обеспечивал соединение с Эруэллом через три шлюза, что оказалось более удобным маршрутом. Восточный конец канала до соединения с Рочдейлским каналом был закрыт в 1875 году, остальная часть перестала использоваться к 1922 году. В 1936 году канал был окончательно заброшен.
В 1855 году владельцы канала согласовали условия аренды с четырьмя железнодорожными компаниями, причем наибольшую долю в 73 % получила Lancashire and Yorkshire Railway. Железные дороги платили 37 652 фунта стерлингов в год в течение 21 года, что позволило компании выплачивать 4 % дивидендов и при этом оставлять 15 000 фунтов стерлингов на ремонтные работы. За период аренды объем перевозок несколько увеличился с 754 421 тонны до 878 651 тонны, а доход возрос с 23 048 фунтов стерлингов до 28 579 фунтов стерлингов. В конце последнего года действия соглашения аренда была продлена ещё на 14 лет, а после его окончания было сделано ещё четыре выплаты в размере 15 000 фунтов за каждые полгода пользования каналом. Озеро Холлингворт стало курортом, и в 1865 году по нему шесть дней в неделю ходили пароходы.
Сокращая плату, канал сумел сохранить грузопоток и обеспечить прибыльность. Произошёл ряд административных изменений, санкционированных актами парламента. Компания поменяла название с Company of Proprietors of the Rochdale Canal на Rochdale Canal Company и получила право продавать воду. В 1905 году грузопоток от Бриджуотерского канала до Манчестера составил 418 716 тонн, основную часть груза предоставил Манчестерский канал. Во время Первой мировой войны правительство взяло под свой контроль каналы, и когда их вернули частным владельцам в августе 1920 года, Рочдейлский канал испытывал финансовые проблемы. Канал не работал по выходным, заработная плата возросла, а рабочее время сократилось. В 1923 году Закон о водах Олдхэма и Рочдейла позволил передать восемь водохранилищ: Блэкстоун-Эдж, Истли-Гэддингс-Дам, Верхнее и Нижнее Челбернские, озеро Холлингворт, Лайт-Хаззлз, Уорлэнд и Уайтхолм — этим городам для обеспечения их питьевой водой. Компенсация прежним владельцам составила 396 667 фунтов стерлингов, часть была выплачена Манчестерскому каналу, поскольку он лишался возможности получать воду из Рочдейлского канала. Чистая прибыль Rochdale Canal Company составила 298 333 фунтов стерлингов, при этом канал мог наполняться из некоторых близлежащих источников, а также могли брать воду из водохранилищ при определенных условиях.
За исключением сохранившей прибыльность короткой секции в Манчестере, соединяющей Бриджуотерский и Эштонский каналы, Рочдейлский канал был закрыт в 1952 году после принятия акта парламента о запрете судоходства по нему. Последний рейс через весь канал состоялся в 1937 году, а к середине 1960-х годов он был практически непригоден для прохода судов. При строительстве автомагистрали M62 в конце 1960-х годов канал был разделен на две части.

## Восстановление
В 1965 году был запрошен акт парламента для объявления канала бесхозным. Против этого возражала Ассоциация внутренних водных путей, и, когда акт был принят, в нём содержался пункт, гарантирующий, что владельцы будут поддерживать канал до прекращения работы Эштонского канала. В начале 1971 года на канале прошли лодочные гонки, и тогда же начались публичные слушания по поводу высокой стоимости проекта, по которому часть канала планировалось засыпать для создания парка, хотя восстановление участка для навигации было дешевле. В 1973 году обсуждение относительных преимуществ восстановления Рочдейлского канала и Узкого Хаддерсфилдского канала привело к формированию в 1974 году обществ, которые поддерживали каждый из этих вариантов. Общество Рочдейлского канала предлагало открыть весь канал как часть будущего Пеннин-Парка. Эштонский канал, соединённый с Рочдейлским над шлюзом 84, был вновь открыт в 1974 году, в это же время были восстановлены девять шлюзов вниз к Бриджуотерскому каналу.
В 1975 году благодаря решению Комиссии по трудоустройству было выделено 40 000 фунтов стерлингов для финансирования работ на городской части Рочдейлского канала. В следующем году было создано еще 150 рабочих мест, под которые выделялось еще 208 000 фунтов стерлингов. Несмотря на восстановление, в 1979 году планировалось рассечь канал для строительства автомагистрали M66, а в 1980 году построить на нём супермаркет в Сауэрби-Бридж. Оба предложения столкнулись с противодействием. Благодаря программе трудоустройства изменилось отношение к каналу в официальных кругах. Местный совет был заинтересован в рабочих местах для молодёжи, число которых достигало 450. В соответствии с условиями трудоустройства работа предоставлялась не более чем на год, поэтому за 12 лет действия программы несколько тысяч человек приобрели практические навыки реставрации, и многие впоследствии продолжили работу в отрасли. Из-за этого муниципалитет был вынужден вести переговоры с владельцами канала. В 1983 году был отремонтирован участок от Тодмордена до Хебден-Бридж, он открылся 20 мая.
Общество Рочдейлского канала приложило все усилия, чтобы защитить канал и начать его восстановление. В 1984 году был образован фонд Rochdale Canal Trust Ltd, который арендовал канал у компании-владельца. Проект расширения автомагистрали M66 создало новую угрозу для канала в 1985 году, но в эти годы Совет Большого Манчестера начал искать способы устранения препятствий, в частности, набережной M62, которая блокировала маршрут в Фейлсворте. Совет Колдердейла реализовывал план стоимостью 1 млн фунтов стерлингов, который предусматривал удаление трёх водопропускных труб и восстановления двух шлюзов, часть средств предоставляла Европейская экономическая комиссия. Представители Манчестера согласовали реконструкцию канала в Сауэрби-Бридж, где планировалось построить туннель и глубокий шлюз, чтобы не создавать помех дорогам на Тьюл-Лейн, и восстановить соединение с рекой Колдер. Весь восточный участок от Сауэрби-Бридж до верхней секции в Лонглиз был открыт к 1990 году, хотя оставался изолированным от сети каналов Великобритании.
В 1991 году в отчете ECOTEC были рассмотрены затраты и выгоды от завершения реставрации. По оценкам, требовалось ещё 15,9 млн фунтов стерлингов, но при общих расходах в размере 17,3 млн фунтов стерлингов регион получил бы около 30 млн фунтов стерлингов выгоды, включая 1028 рабочих мест на полный рабочий день. Часть этих денег должна была поступить поступать из грантов, выделяемых по Закону о заброшенных территориях. Обновление соединения с рекой Колдер было профинансировано в размере 2,5 млн фунтов стерлингов именно из этого источника. По первоначальному плану предусматривалось строительство шлюза укороченной длины — 17,5 м, но в итоге было найдено место для размещения стандартного 22-метрового шлюза. Первое судно прошло по восстановленному соединению с Колдером 11 апреля 1996 года, официальное открытие состоялось 3 мая того же года. Шлюз Тьюл-Лейн с перепадом 6,1 м стал одним из кандидатов на звание самого глубокого шлюза в системе каналов Великобритании.
В 1997 году была проведена реструктуризация фонда Rochdale Canal Trust. Ожидалось выделение крупных грантов в связи с празднованием наступления нового тысячелетия, но их не предоставляли частным компаниям. До этого времени канал всё ещё находился в частной собственности, а реструктуризация позволяла фонду стать ответственным за канал лицом вместо Rochdale Canal Company. Тем не менее, план был отклонен комиссией по грантам, и, чтобы получить грант в размере 11,3 млн фунтов стерлингов, канал был передан во владение фонду Waterways Trust. Дополнительное финансирование, в результате которого размер инвестиций достиг 23,8 млн фунтов стерлингов, предоставили English Partnerships и городские советы Олдема и Рочдейла. По мере реставрации суда могли плавать всё дальше и дальше по каналу, а восстановление участка в Фейлсворте и Анкоутсе способствовали повторной застройке северных районов Манчестера. Восстановленные участки соединились с участком в Манчестере у Эштонского канала, который никогда не закрывался, и 1 июля 2002 года Рочдейлский канал был открыт для навигации на всём протяжении.

## Последующие годы

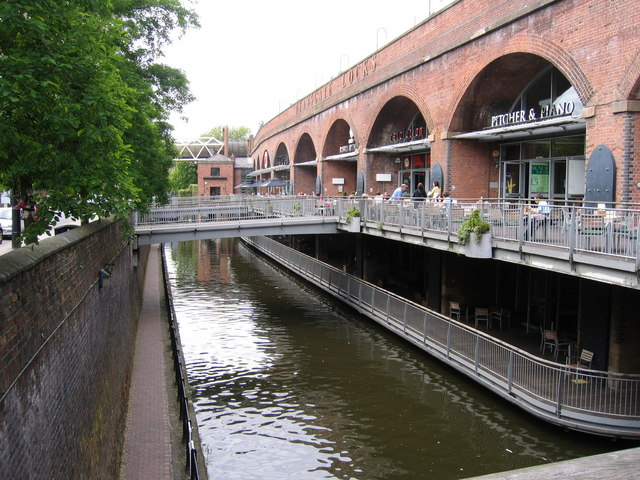
Рочдейлский канал в центре Манчестера, который можно увидеть у баров «Динсгейт Локс».

Рочдейлский канал имеет важное значение для прогулочного судоходства, так как является одним из трёх каналов, пересекающим Пеннинские горы и соединяющим северо-западные каналы с водными путями на северо-востоке.
Привлекательность канала для прогулок состоит в том, что, в отличие от Лидс-Ливерпульского канала и Узкого Хаддерсфилдского канала) он проходит высоко над Пеннинскими болотами, а не преодолевает горы через туннели. Открытые участки позволяют любоваться пейзажами, хотя обратной стороной является необходимость преодоления бо́льшего числа шлюзов.
Рочдейлский канал является центральным участком нескольких прогулочных маршрутов:
- В Манчестере канал соединяет Эштонский канал с Бриджуотерским и, таким образом, является частью Чеширского кольца — одно-двух недельного маршрута, сохраняющего популярность последние 30 лет.
- Эштонский канал соединяется с западным концом Узкого Хаддерсфилдского канала, что делает Рочдейлский канал частью Южного Пеннинского кольца.
- Бриджуотерский канал соединяется с западным концом Лидс-Ливерпульского канала, что делает Рочдейлский канал частью Северного Пеннинского кольца.
- Эштонский и Бриджуотерский каналы соединяют Рочдейлский канал со всеми каналами в западной части Англии, включая Трент-Мерсийский и Макклзфилдский каналы.

К востоку от Манчестера Рочдейлский канал пересекает Пеннинские горы через города и деревни Литлборо, Саммит, Тодморден, Хебдена-Бридж, Митолмройд и Ладденденфут. Наконец, в Сауэрби-Бридж его соединение с Колдером дает судам доступ ко всем северо-восточным водным путям, включая реку Эр, водные пути Шеффилда и Южного Йоркшира, а также к рекам Уз и Трент.
С момента повторного открытия канал испытывал проблемы, часто связанные с нехваткой воды, так как его водохранилища были распроданы в 1923 году. В апреле 2005 года берег канала был прорван между шлюзами 60 и 63 у реки Ирк. Сильный поток воды стекал по реке в сторону соседнего города Мидлтон, напомнив трагедию 1927 года, когда из-за прорыва акведука Мидлтонского канала три человека утонули. После ремонта канал вновь открылся летом 2006 года, но испытывал проблемы в течение всего сезона.